# Latania loddigesii
"Blue latan palm" (Latania loddigesii) es una especie de plantas con flores de la familia Arecaceae. Es endémica de Mauricio en las islas Mascareñas. Está tratada en peligro de extinción por la pérdida de hábitat.

## Descripción
Tronco simple, dilatado en la base, de 8 a 10 m de altura y cerca de 22 cm de diámetro. Hojas en forma de abanico, grandes, divididas en segmentos azulado-cenicientos con nerviación bermeja, de pecíolo y región basal revestidos por una borra blanca espesa. Inflorescencias masculinas y femeninas en plantas separadas dioicas, entre las hojas largas y ramificadas. Frutos numerosos, marrón verdosos, ovalados, con pulpa blanda. Semillas ovoideo-alargadas, estriadas con relieve. Resistente al sol. Fructificación abundante durante los meses de verano. Un kg de frutos con la pulpa contiene aproximadamente 22 unidades. Se multiplica por semillas que germinan en 150 días.

## Ecología
La regeneración ha sido buena desde la erradicación de las cabras y conejos en su hábitat. La especie es ampliamente cultivada como planta ornamental. 

## Taxonomía
Latania loddigesii fue descrita por Carl Friedrich Philipp von Martius y publicado en Historia Naturalis Palmarum 3(7): 224–225, t. 161, f. 2, 10, 14. 1838.
Etimología
El nombre del género es una latinización del nombre común, latanier, utilizado en Mauricio.
loddigesii: epíteto
sinonimia
- Cleophora loddigesii (Mart.) O.F.Cook, Natl. Hort. Mag. 20: 52 (1941).
- Chamaerops excelsior Bojer, Hortus Maurit.: 307 (1837), nom. nud.
- Latania glaucophylla Devansaye, Rev. Hort. 47: 34 (1875), nom. nud.
- Cleophora dendriformis Lodd. ex Baker, Fl. Mauritius: 381 (1877), nom. nud.[5]

## Galería

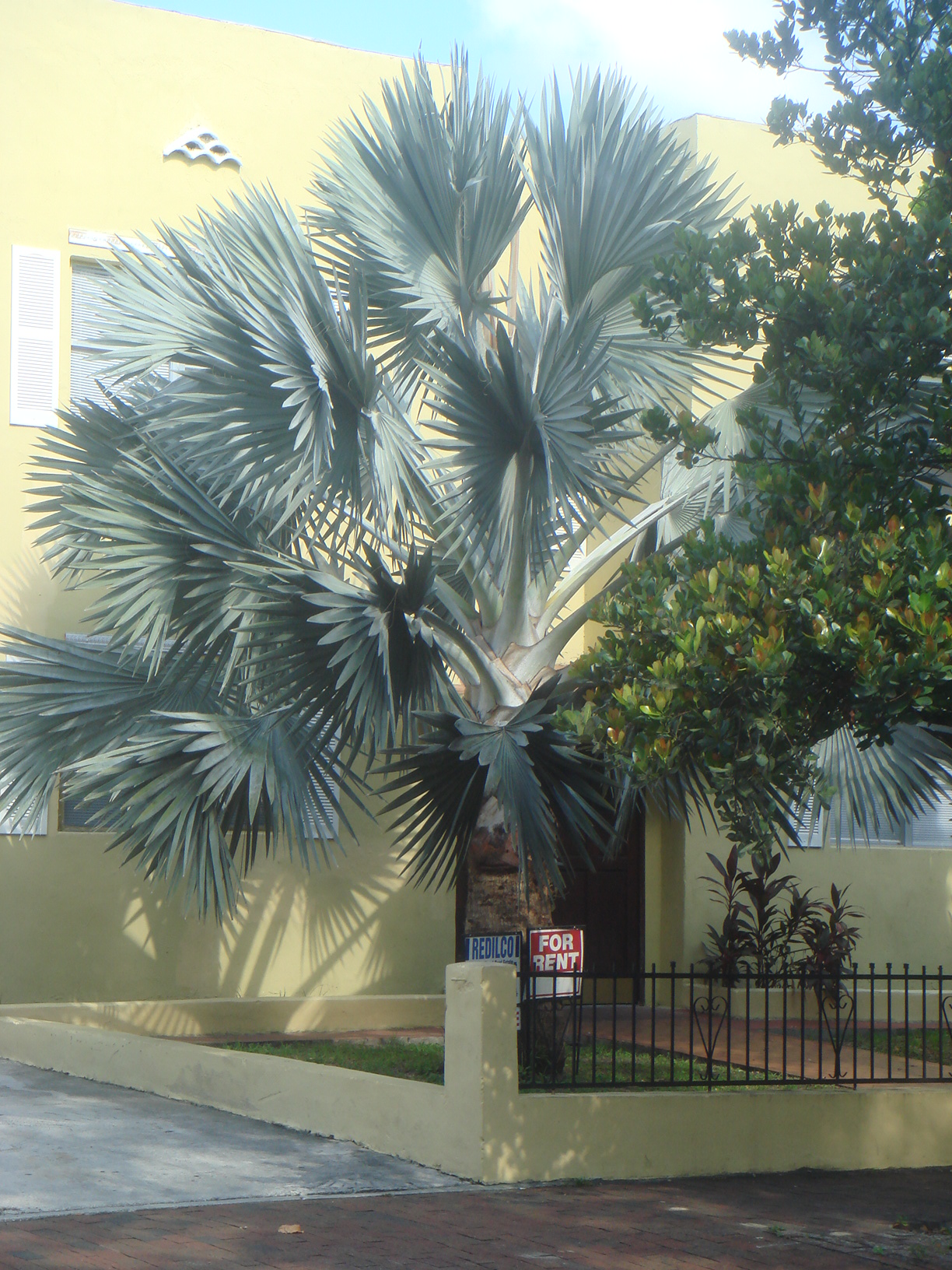
En Miami - Florida
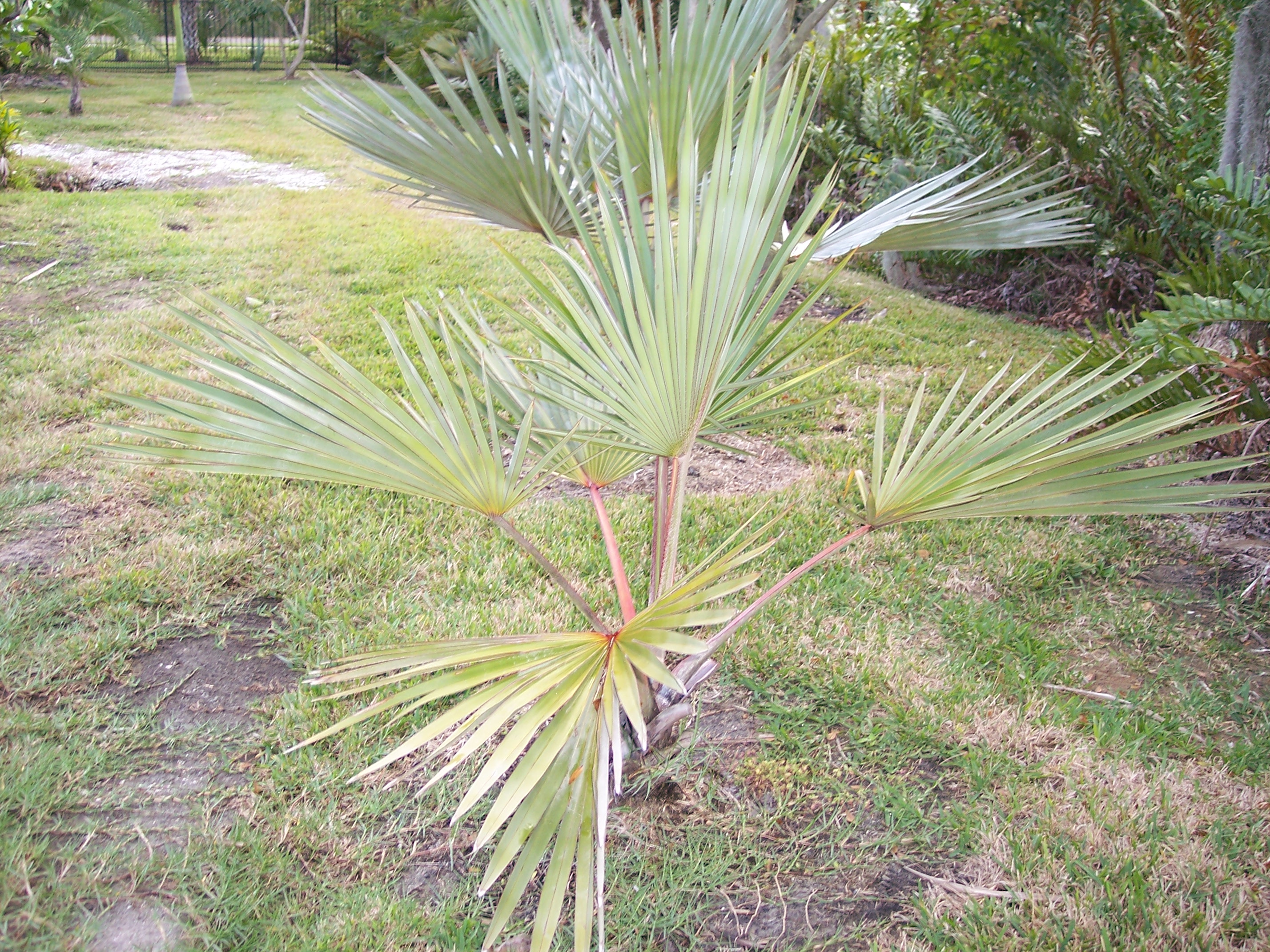
Latania loddigesii planta joven
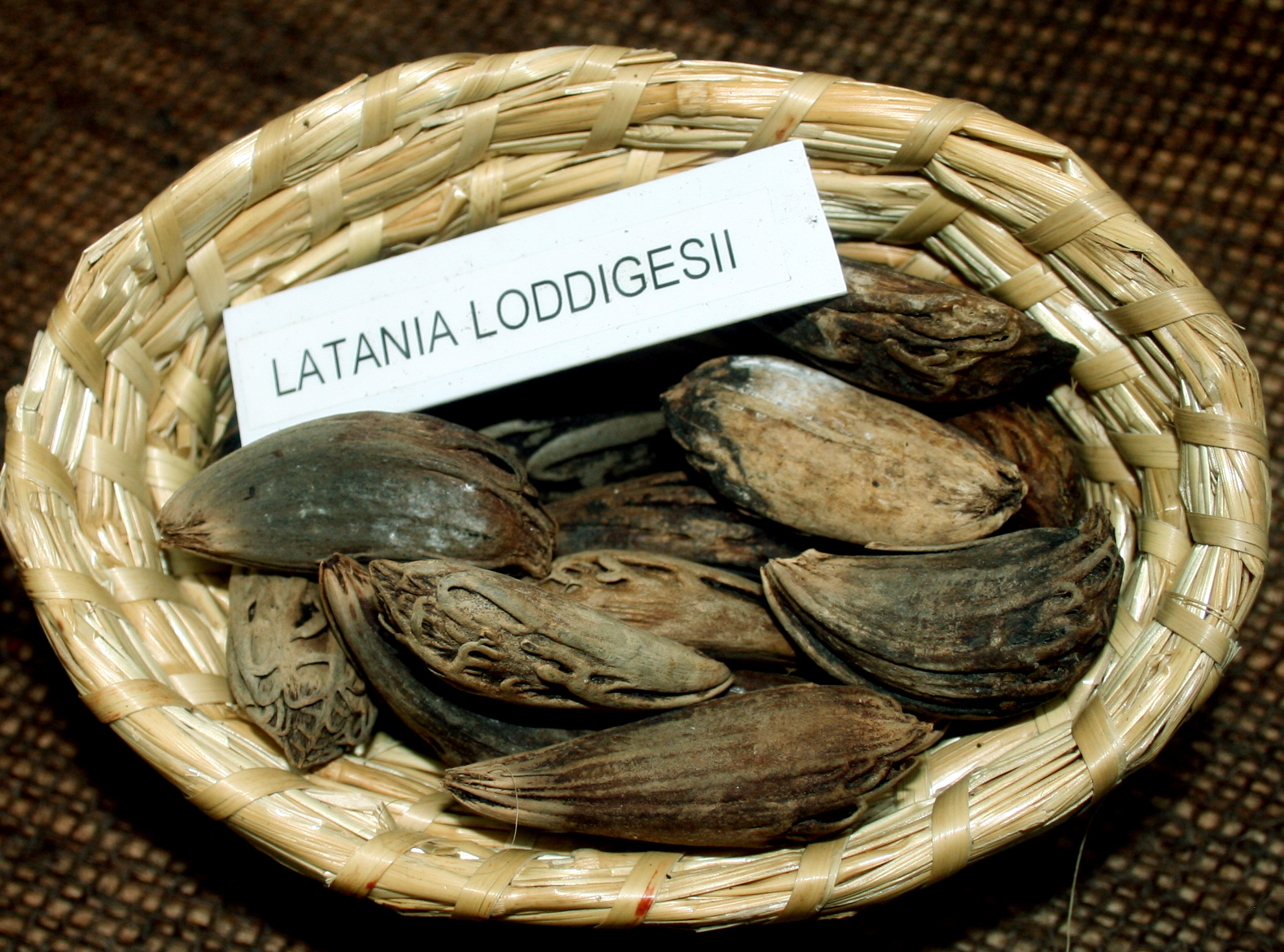
Latania loddigesii semillas